# Paul Derbyshire
Paul Edward Derbyshire (Cecina, 3 novembre 1986) è un ex rugbista a 15 italiano, attivo nel ruolo di terza ala e internazionale dal 2009 al 2014.

## Biografia
Nato da padre inglese (Stephen Derbyshire, anch'egli rugbista) e madre italiana, crebbe sportivamente nell'Etruria di Piombino.
Entrò poi nelle giovanili dei Cavalieri di Prato con cui esordì in serie A nel 2004; dopo una stagione nelle giovanili dello Stade français tornò in Italia, nel GRAN Parma.
Militante nelle formazioni giovanili italiane, debuttò in nazionale A nel corso dell'IRB Nations Cup 2007; nel 2008 passò al Petrarca e un anno più tardi esordì in nazionale maggiore a Canberra contro l'Australia.
In occasione del Sei Nazioni 2010 il C.T. della nazionale Nick Mallett convocò Derbyshire in sostituzione dell'infortunato Josh Sole.
Per la stagione 2010-11 fu ingaggiato dal Benetton per la prima campagna del club in Celtic League; anche il nuovo C.T. della nazionale Jacques Brunel utilizzò Derbyshire, anche se dopo il tour del Pacifico del 2014 non lo convocò più, complici anche gli infortuni cui il giocatore andò incontro: la sua ultima presenza, la ventiquattresima, fu a Suva contro Figi.
Nel 2015, terminato il contratto con la franchise trevigiana, passò all'altra compagine celtica in Italia, le Zebre ma, dopo un solo anno, si trasferì nel campionato italiano al San Donà con un contratto biennale rinnovato nel 2018.
Del 2020 è infine l'ultimo trasferimento, al Mogliano, con il quale Derbyshire ha chiuso la carriera al termine dello spareggio-salvezza del TOP10 2022-23 vinto a Piacenza contro CUS Torino.